# Channel Cats de Huntsville
Les Channel Cats de Huntsville sont une franchise professionnelle de hockey sur glace en Amérique du Nord qui a évolué dans la Ligue centrale de hockey. L'équipe était basée à Huntsville en Alabama.

## Historique
La franchise a été créée en 1995. Elle a évolué dans la Ligue centrale de hockey de 1996 à 2001 et en SEHL en 2003-2004. Elle cesse ses activités en 2003.

### Saisons en LCH
| Saison  | PJ | V  | D  | N | DP | DF | Pts | Classement               | Séries éliminatoires                     |
| ------- | -- | -- | -- | - | -- | -- | --- | ------------------------ | ---------------------------------------- |
| 1999-00 | 70 | 37 | 27 | - | 6  | -  | 80  | 3e place, conférence est | Défaite en première ronde                |
| 1998-99 | 70 | 47 | 19 | - | 4  | -  | 98  | 1e place, conférence est | Remporte la Coupe du Président Ray Miron |
| 1997-98 | 70 | 40 | 22 | 8 | -  | -  | 88  | 3e place, conférence est | Défaite en première ronde                |
| 1996-97 | 66 | 39 | 24 | 3 | -  | -  | 81  | 1e place, conférence est | Défaite en seconde ronde                 |